# Chains (Nick Jonas)
Chains è un brano musicale pubblicato da Nick Jonas, estratto come primo singolo dal suo secondo album omonimo di inediti, Nick Jonas e reso disponibile per il download digitale dal 30 luglio 2014 dalla Island Records e Republic Records.